# 1984 au Canada
Pour un article plus général, voir Chronologie du Canada.
Cet article traite des événements qui se sont produits durant l'année 1984 au Canada.

## Événements

### Janvier
- 13 janvier : Anne Cools devient la première personne noire à être nommée au Sénat du Canada.

### Février
- 8 février au 19 février : Jeux olympiques d'hiver de 1984.

### Mars
- 9 mars : Marie-Catherine de Saint-Augustin est déclarée vénérable.

### Avril
- 18 avril : Robert George Brian Dickson est nommé juge en chef à la cour suprême.
- 20 avril : Match houleux entre les Canadiens de Montréal et les Nordiques de Québec au Forum de Montréal. La rencontre sera surnommée plus tard la Bataille du Vendredi saint.

### Mai
- 7 mai : établissement des relations diplomatiques entre le Canada et le Brunei
- 14 mai : Jeanne Sauvé devient la première femme nommée Gouverneure générale du Canada.
- 19 mai : Les Oilers d'Edmonton gagnent les séries éliminatoires de la Coupe Stanley de 1984 face aux Islanders de New York au Northlands Coliseum.

### Juin
- 29 juin : création de la réserve de parc national de l'Archipel-de-Mingan.
- 30 juin : John Turner succède à Pierre Elliott Trudeau comme premier ministre.

### Juillet
- 28 juillet au 12 août : Jeux olympiques d'été de 1984

### Août
- 26 août : Championnats du monde d'aviron à Montréal.

### Septembre
- Visite du pape Jean-Paul II au Canada.
- 3 septembre : attentat à la gare centrale de Montréal. Thomas Bernard Brigham fait exploser une bombe qui tue trois personnes dans le but de s'opposer à la visite du pape.
- 4 septembre : élection fédérale canadienne de 1984. Le parti progressiste-conservateur du Canada et son chef Brian Mulroney gagnent 211 sièges à la Chambre des communes, formant le gouvernement majoritaire le plus important de l'histoire politique canadienne.
- 11 septembre : béatification de Marie-Léonie Paradis.

### Octobre

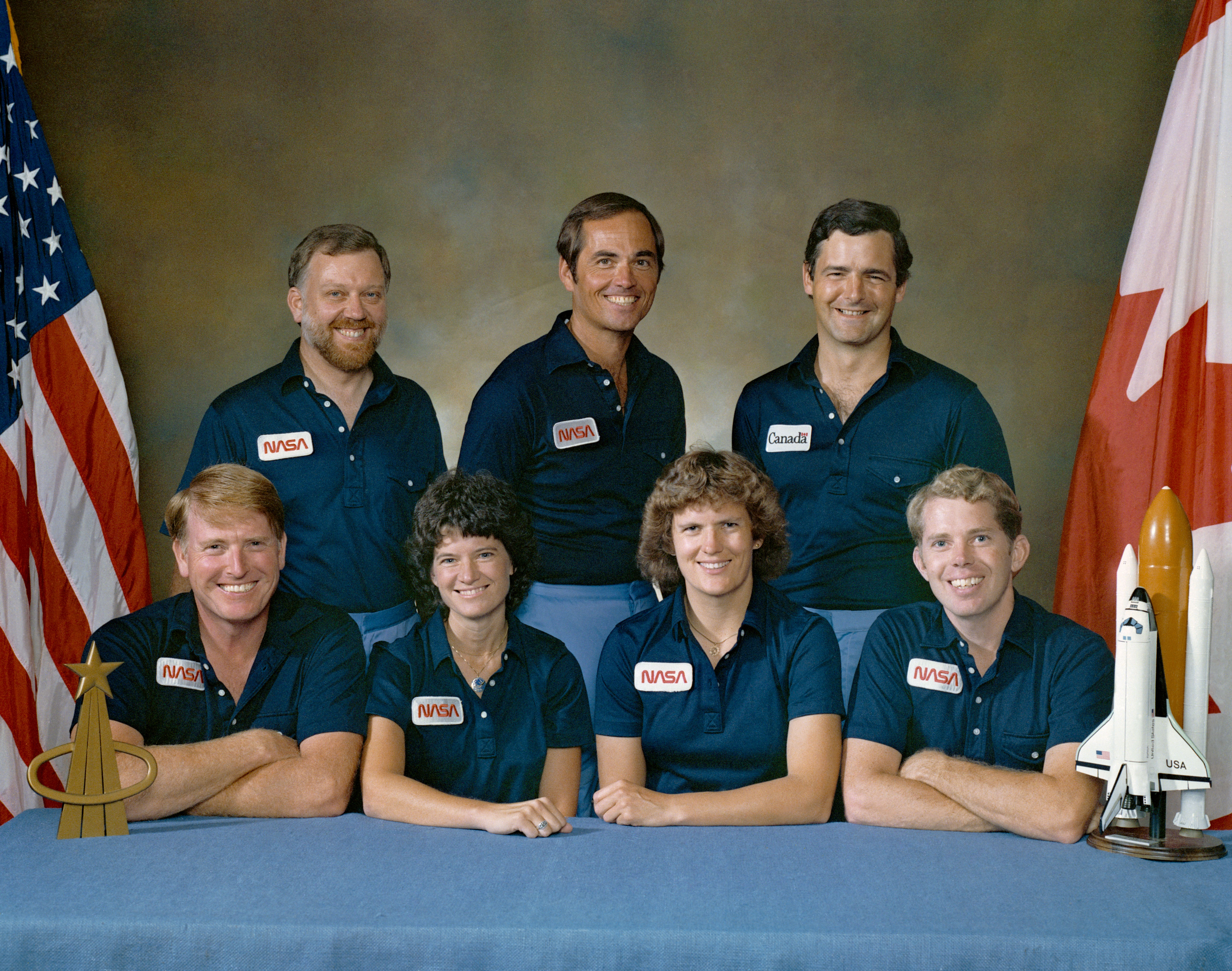
Équipage de la mission STS-41-G avec Marc Garneau

- 5 octobre : Marc Garneau devient le premier astronaute canadien à bord de la Navette Challenger, mission STS-41-G.
- 12 octobre : les hauts-dirigeants de la compagnie minière Québec-Cartier annoncent l´abandon des activités a la mine de Fire Lake forçant la fermeture et la démolition de la ville de Gagnon l'année suivante.

### Novembre
- 6 novembre, Saskatchewan : le député du Parti progressiste-conservateur Saskatchewanaise de la circonscription de Thunder Creek, Colin Thatcher est condamné pour le meurtre de son ex-épouse JoAnn Wilson.

## À Surveiller
- Première édition de la course transatlantique à la voile Québec-Saint-Malo.
- Création du Cirque du Soleil.
- Loi canadienne sur la santé
- Jeux d'hiver de l'Arctique pour une deuxième fois à Yellowknife
- Championnat du monde de Scrabble classique à Montréal
- Rachat de Eastern Provincial Airways à Canadian Pacific Airlines

## Naissances
- 6 janvier : André Benoit, joueur professionnel de hockey sur glace.
- 13 mars : Noel Fisher, acteur.
- 15 avril : Daniel Paille, joueur de hockey sur glace.
- 25 avril : Dallas Soonias, joueur de volley-ball.
- 16 juin : Rick Nash, joueur de hockey sur glace.
- 27 septembre : Avril Lavigne, chanteuse.
- 1er octobre : Rosanna Tomiuk (en), joueur de water-polo.
- 4 octobre : Sheray Thomas (en), joueur de basketball.
- 24 octobre : Sultana Frizell, athlète.
- 7 décembre : Francis Wathier, joueur de hockey sur glace.

## Décès
- 7 février : James Sinclair (homme politique), politicien, homme d'affaires et père de Margaret Sinclair, première femme du 15e premier ministre du Canada, Pierre Elliott Trudeau et grand-père de Justin Trudeau.
- 9 février : William Earl Rowe, chef du Parti conservateur de l'Ontario et lieutenant-gouverneur de l'Ontario.
- 26 mars : Bora Laskin, juge à la cour suprême.
- 11 avril : Adhémar Raynault, maire de Montréal.
- 19 mai : Russell Paulley (en), chef du Nouveau Parti démocratique du Manitoba.
- 12 août : Lenny Breau, guitariste.
- 2 octobre : Harry Strom, premier ministre de l'Alberta.